# Pedro Berruguete

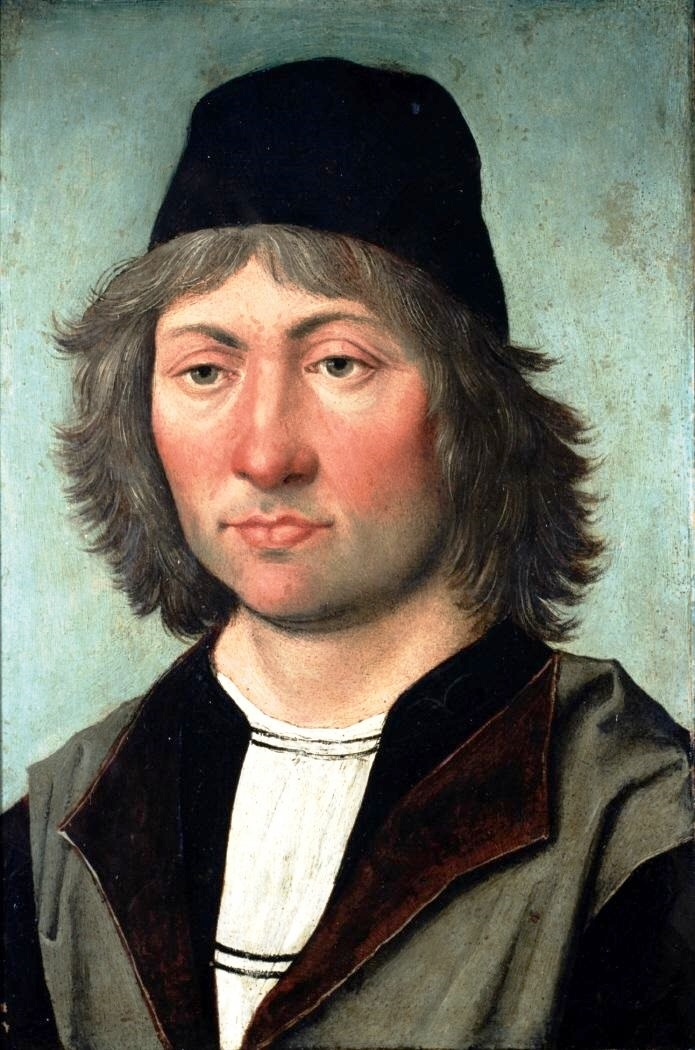
Presumpte autoretrat de Pedro Berruguete.
Museo Lázaro Galdiano (Madrid)

Pedro Berruguete (Paredes de Nava, Palència ~ 1450-1503) va ser un pintor castellà, situat en la transició de l'estil gòtic a la pintura renaixentista.
Després de la seva formació, probablement amb Fernando Gallego en Salamanca, hauria viatjat molt jove a Itàlia, on es documenta a «Pietro Spagnuolo» treballant sota el mecenatge del duc d'Urbino, Federico da Montefeltro. Aquesta estada italiana li hauria permès conèixer als principals artistes del Quattrocento, com Melozzo da Forlì, i aprendre les tècniques i maneres renaixentistes, com el domini de l'espai, l'anatomia o la varietat i naturalitat en els gestos, a més dels elements arquitectònics i decoratius propis del Renaixement, encara que de retorn a Castella, cap a 1483, aquestes característiques no es van mostrar tan evidents en la seva pintura.
La seva vasta obra serà, per tant, una síntesi de l'art italià, el flamenc (après del seu mestre burgalès) i el purament castellà.
Va ser pare d'un dels artistes més destacats del Renaixement hispà, Alonso Berruguete.

## Biografia
Pedro Berruguete va néixer a la Corona de Castella i les seves primeres obres delaten aquest origen i la seva adscripció a les maneres gòtiques que predominaven en l'art de l'època. El seu aprenentatge artístic, probablement en Burgos, és bastant desconegut. També planteja moltes incògnites el seu viatge a Itàlia per a treballar sota el mecenatge del duc d'Urbino, Frederic III Montefeltro, en el Palau ducal d'Urbino, on hauria coincidit amb el flamenc Joos van Wassenhove (Just de Gant). Els qui afirmen el viatge a Itàlia li atribueixen allí una sèrie de retrats com el de Sixt IV que es troba a París, al Museu del Louvre, i el retrat de Frederic de Montefeltro amb el seu fill Guidobald (Palau ducal d'Urbino), a més de col·laborar en obres d'altres autors, com Piero della Francesca.
No obstant això, el testimoni més antic de la presència d'un pintor castellà en la cort d'Urbino, a més de l'esmentat document de 1477, es troba en l'obra de Pablo de Céspedes, que en el seu «Discurs de la comparació de l'antiga i moderna pintura i escultura», escrit en Còrdova en 1604, estableix una clara diferència entre «Berruguete el vell, pare de Berruguete» i «l'altre castellà que al palau d'Urbino, en un camerí del duc, va pintar uns caps a manera de retrats d'homes famosos, bones a meravella». Després de la seva presumpta estada italiana, Berruguete hauria tornat a Castella, on va trobar una bona clientela en l'estament eclesiàstic, centrant la seva producció en pintures d'altar.
La veritat és que en 1478, només un any després de ser esmentat en Urbino «Pietro Spagnuolo» i quatre abans de la data probable del retrat de Federic de Montefeltro, Pedro Berruguete va contreure matrimoni a Paredes de Nava, datant-se en aquest mateix any les seves taules de Santa Maria del Campo.
Segons Ceán Bermúdez, Berruguete apareix documentat en Toledo en 1483, on decora els murs de la Capella del sagrari vell de la Catedral de Toledo, encara que la documentació subsistent remet més aviat a l'any 1493. Després de la que hauria estat una primera estada toledana, hauria tornat a la seva població natal i executat el retaule de Santa Anna i la Verge (1485-1488). En aquesta data hauria tornat a Toledo i, després d'un període de silenci documental, se li torna a trobar-hi en 1494. Per encàrrec de l'inquisidor Tomás de Torquemada, va realitzar el retaule major del convent de Sant Tomàs d'Àvila. Desmembrat, destaca d'aquest retaule la pintura de l'Acte de Fe presidit per Sant Domènec de Guzman, conservada amb altres taules d'aquest retaule al Museu del Prado.
Hi ha la possibilitat que el pintor treballés al servei d'Isabel la Catòlica. Un dels encàrrecs reials seria el Sant Joan Evantelista en Patmos, que Berruguete va lliurar el 3 de maig de 1499 a l'antic Alcàsser de Madrid i que avui es conserva a la Capella Reial de Granada.
Cap a 1500 va treballar per al desaparegut Hospital de la Latina de Madrid, a petició de Beatriz Galindo, fundadora d'aquesta institució i preceptora de la reina Isabel. Una de les seves obres més reeixides, La Verge amb el Nen en un tron, va presidir la capella de l'esmentat hospital fins a la seva demolició en 1906, per a després ser traslladada al Museu d'Història de Madrid.
La seva última etapa va transcórrer en Paredes de Nava on va pintar obres com el parcialment desaparegut retaule de Guaza de 1501. En la seva pintura destaca la influència del Renaixement italià, en el fet de voler emmarcar les figures i les accions en l'espai, mitjançant la utilització de la llum i la perspectiva, encara que de vegades no ben resolta. De tornada a Castella, hauria perdut l'interès pel detall i les seves figures es tornen més sòbries, potser com a adaptació del seu estil als gustos més arcaics dels seus comitents.

## Obra

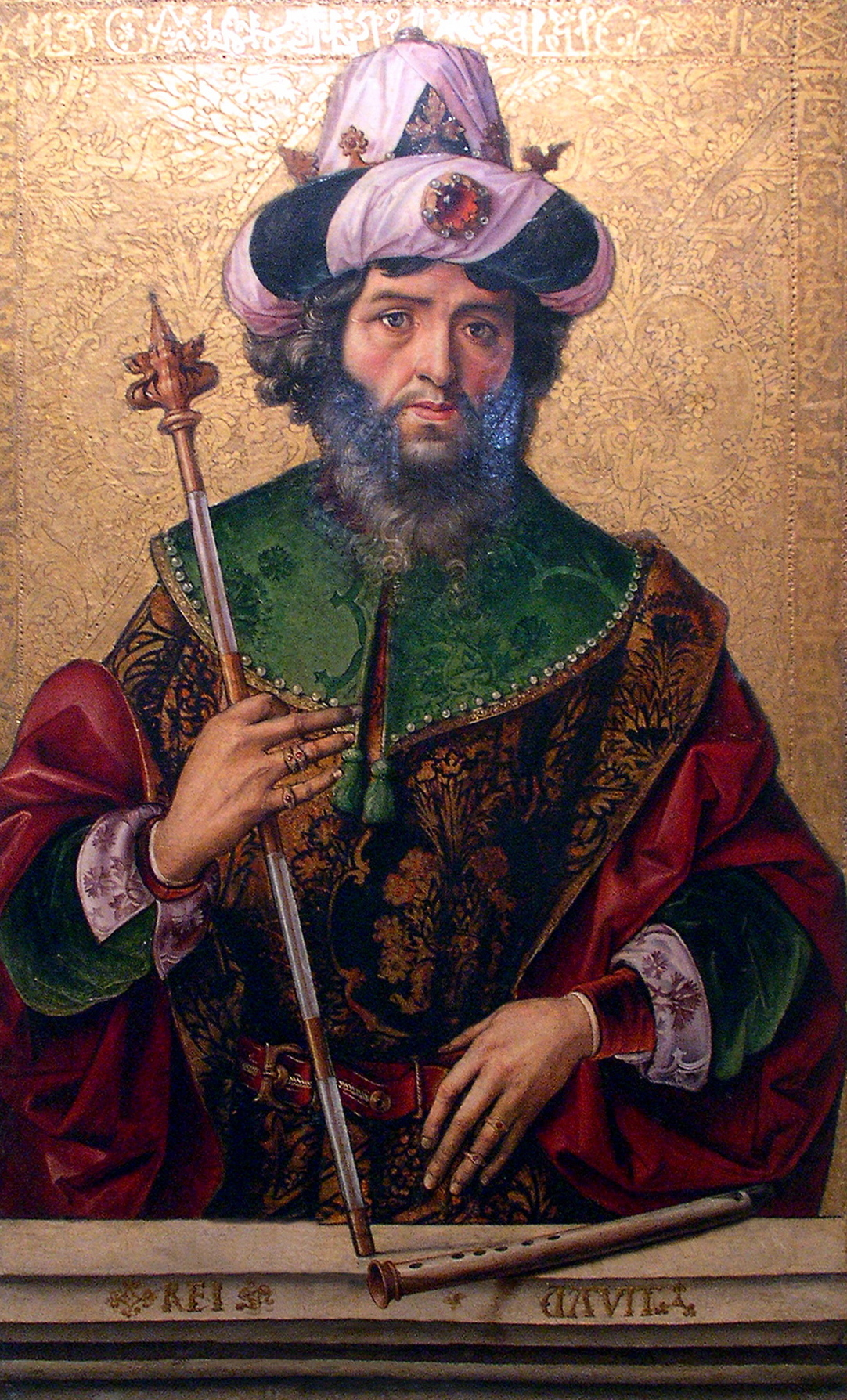
Rei David, en l'Església de Santa Eulàlia de Paredes de Nava

### Primera etapa
Primera etapa (entre 1470 i 1471): Verificació de la creu de Crist de l'església de Sant Joan de Paredes de Nava o l'Adoració dels mags de la col·lecció Várez Fisa.

### Segona etapa
Segona etapa i suposat viatge d'aprenentatge en Itàlia (1471-1483).
No es conserven massa testimonis de l'obra de Berruguete en aquesta època, i les que existeixen són controvertides pel que fa a autoria. Destaca sobretot el Retrat de Frederic de Montefeltro i el seu fill Guidobaldo (Galleria Nazionale delle Marche, Palau Ducal d'Urbino), excel·lent i original mostra de retrat d'aparell en un interior; i la sèrie d'Homes Il·lustres, repartida entre diversos museus, entre ells el Louvre. Aquesta estada italiana s'hauria vist interrompuda per un viatge de retorn a Paredes de Nava en 1478 per a contraure matrimoni, tornant després a Itàlia.

### Tercera etapa
Tercera etapa (1483-1503) de creació en Castella. En aquest moment adapta l'estil que va aprendre a Itàlia als gustos de la clientela castellana, més conservadora i aferrada a les maneres del gòtic.
La seva obra mestra són unes pintures representant als reis de Judà, al retaule major de l'església de Santa Eulàlia de Paredes de Nava, on malgrat de recórrer a elements arcaïtzants (composició frontal, fons daurat), aconsegueix una galeria de retrats d'intens verisme. Destaquen en la sèrie El rei David, de penetrant mirada, El rei Salomó i El rei Ezequies.
Moltes de les seves millors obres d'aquesta i altres etapes es poden veure en diferents localitats de la província de Palència, com L'adoració dels Reis i L'Anunciació, conservades al Museu parroquial de Santa Maria de Becerril de Campos, Els pretendents de la Mare de Déu i La Crucifixió que es guarden al Museu Diocesà de Palència, o La lamentació sobre el cos de Crist de la catedral de Palència.
En l'església de l'Assumpció de Santa Maria del Campo (Burgos) es conserven dues obres importants d'aquest període: Decapitació del Baptista i Baptisme de Crist, que van formar part d'un retaule de la vida del Baptista, datades entre 1483 i 1485, sent unes de les primeres obres d'aquesta tercera etapa castellana. Les innovacions en composició i perspectiva portades d'Itàlia es fan evidents en aquestes dues obres. En la Decapitació, utilitza com a fons una arquitectura inspirada en el que feia Francesco Laurana en aquest moment en Urbino.

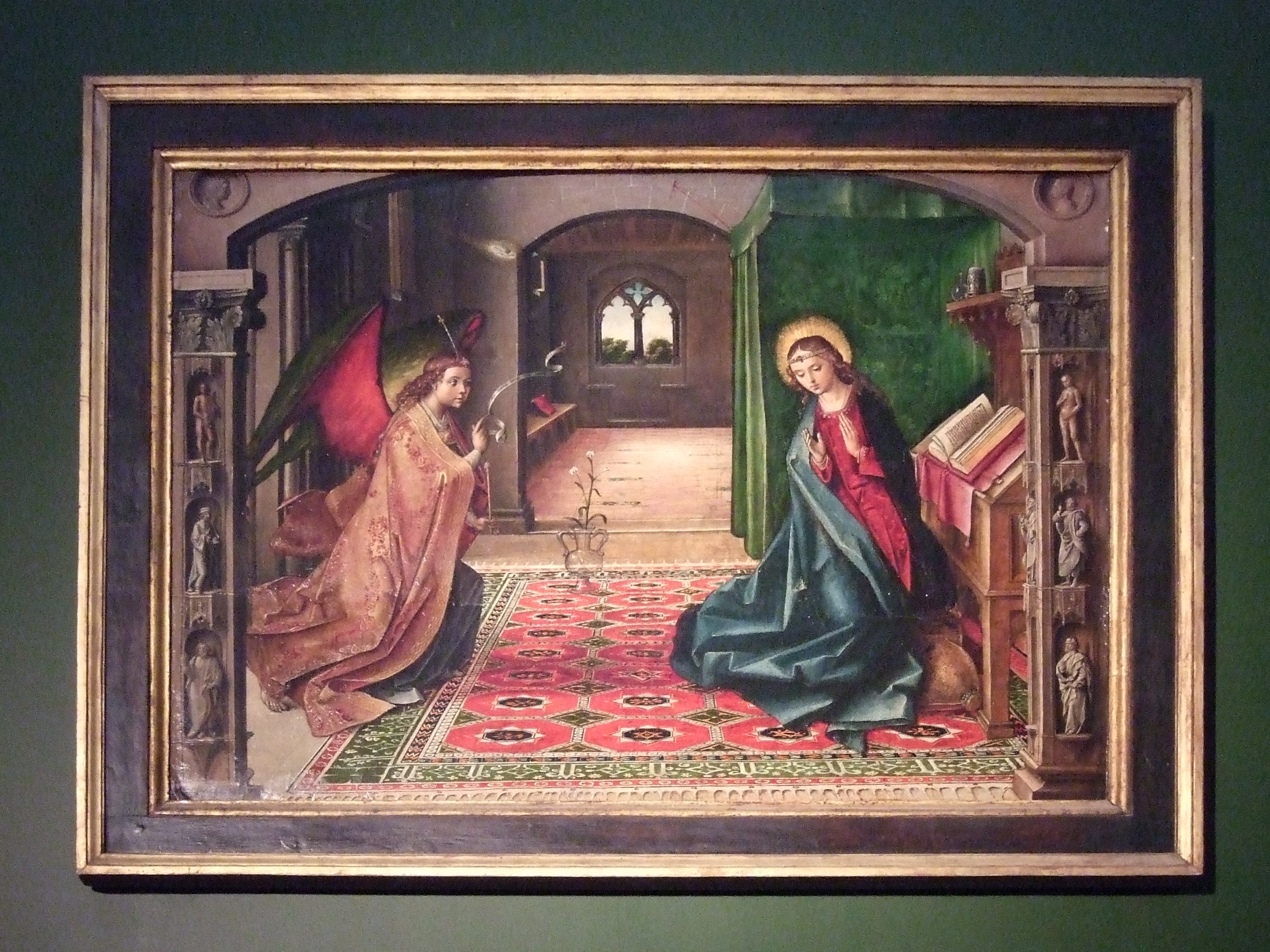
Anunciació, 1505
Cartoixa de Miraflores, Burgos

L'Anunciació de la Cartoixa de Miraflores (Burgos) destaca pel detallisme en els objectes i l'interessant joc de perspectives, que crea una perfecta il·lusió espacial. En totes aquestes obres les figures apareixen molt individualitzades, i el domini de l'espai, la perspectiva i la composició s'enriqueix amb un precís sentit del dibuix i una sàvia utilització del color.
El seu últim encàrrec va ser el retaule major de la catedral d'Àvila, que no va poder concloure a causa de la seva mort. Va pintar per a aquesta obra, d'aparatosa arquitectura gòtic tardà, diverses taules amb històries de la vida de Crist per al cos del retaule, i figures de patriarques destinades a la predel·la. En aquestes pintures, potser per desig dels comitents, s'ajusta als esquemes gòtics que imperaven en Castella en aquell moment, utilitzant el fons d'or i composicions rígides. Les figures són d'un cànon més robust i monumental que en obres anteriors, potser per tal que destaquessin en la llunyania de la capella major. La mort del mestre va fer que el retaule fos conclòs per Juan de Borgoña.
Berruguete va morir, sol i sense companyia, en la solitud del seu llit.

## Commemoració
En 2003, amb motiu de la commemoració del 5è centenari de la mort del pintor, se li va dedicar una completa exposició monogràfica a la seva localitat natal, Paredes de Nava, que va reunir el millor de la seva pintura i va permetre aclarir alguns aspectes de la seva vida i obra.

## Galeria d'obres

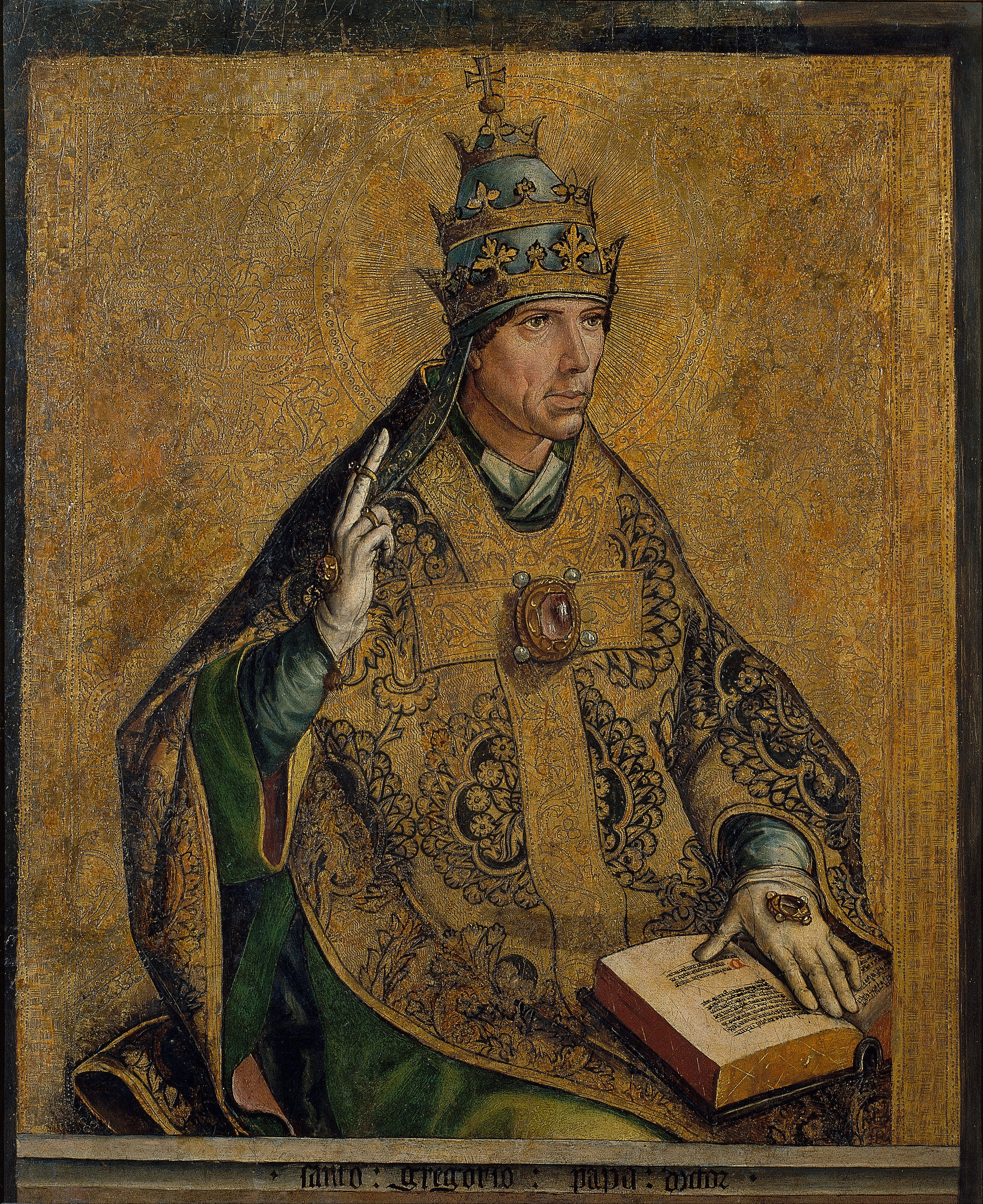
Sant Gregori Papa Conservada al MNAC
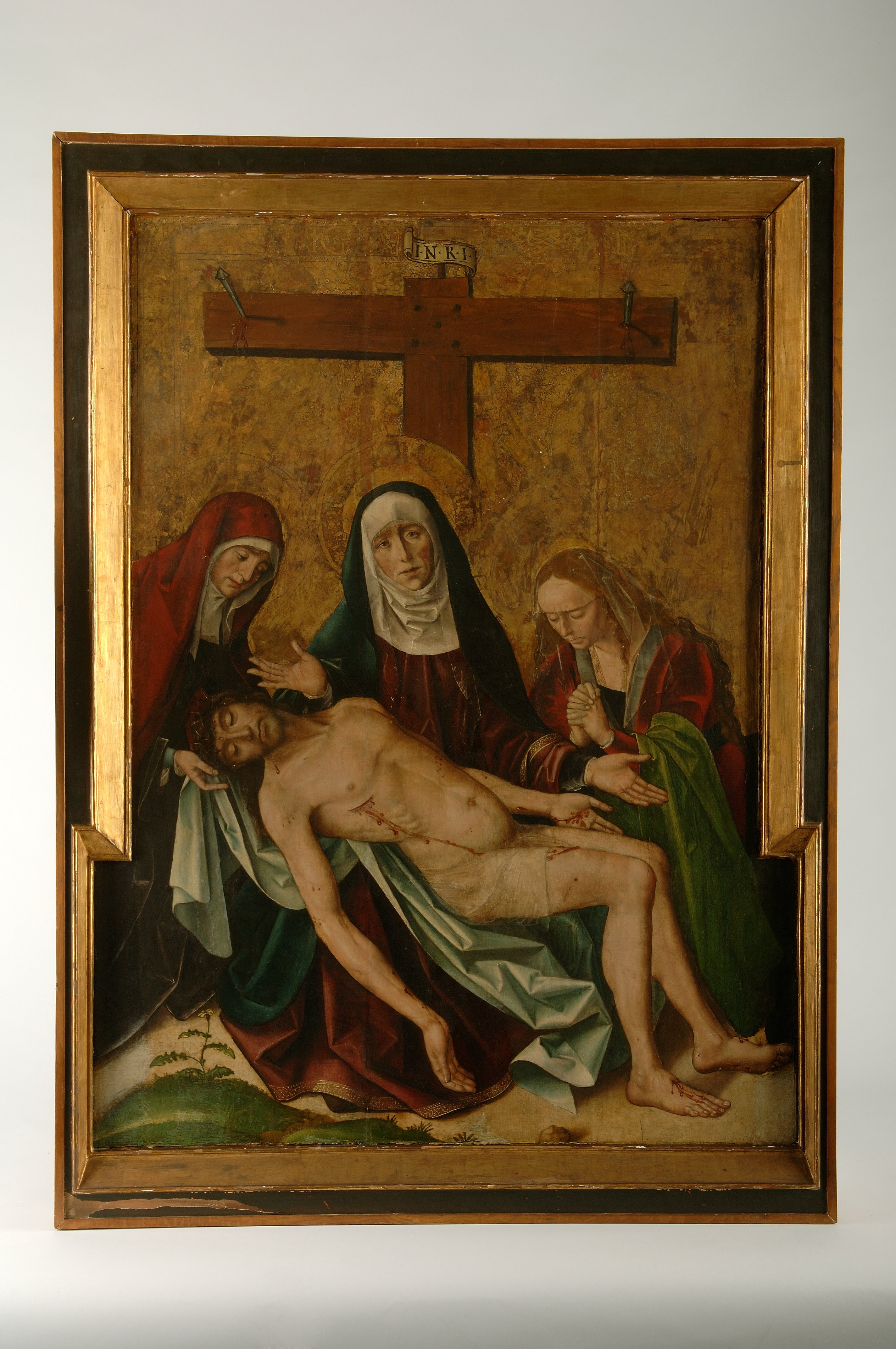
Pietat, 1480 Museu Nacional d'Escultura
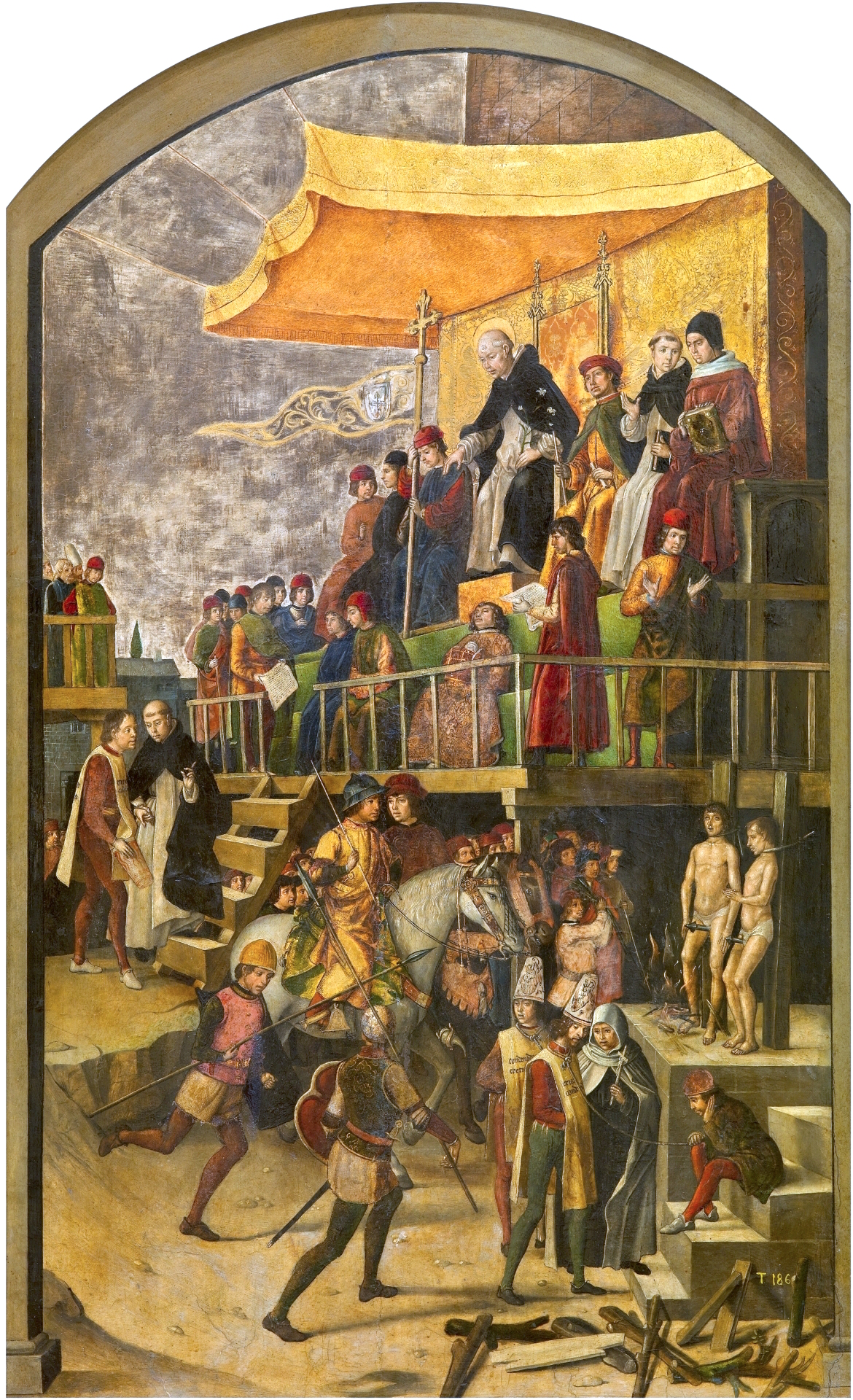
Auto de Fe presidit per Sant Domènec de Guzman, c.1495 Museu del Prado
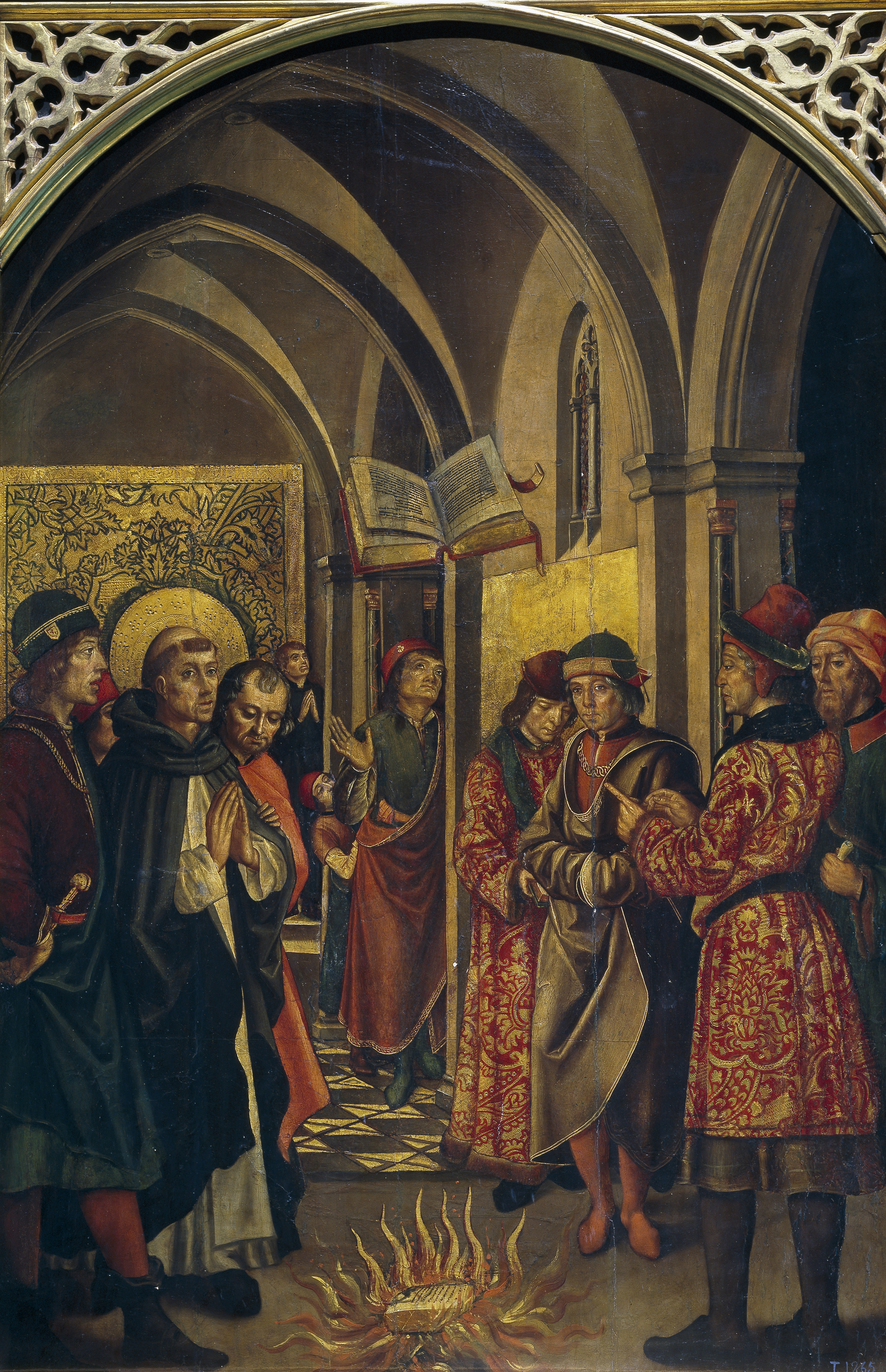
La prova de foc[10] Museu del Prado
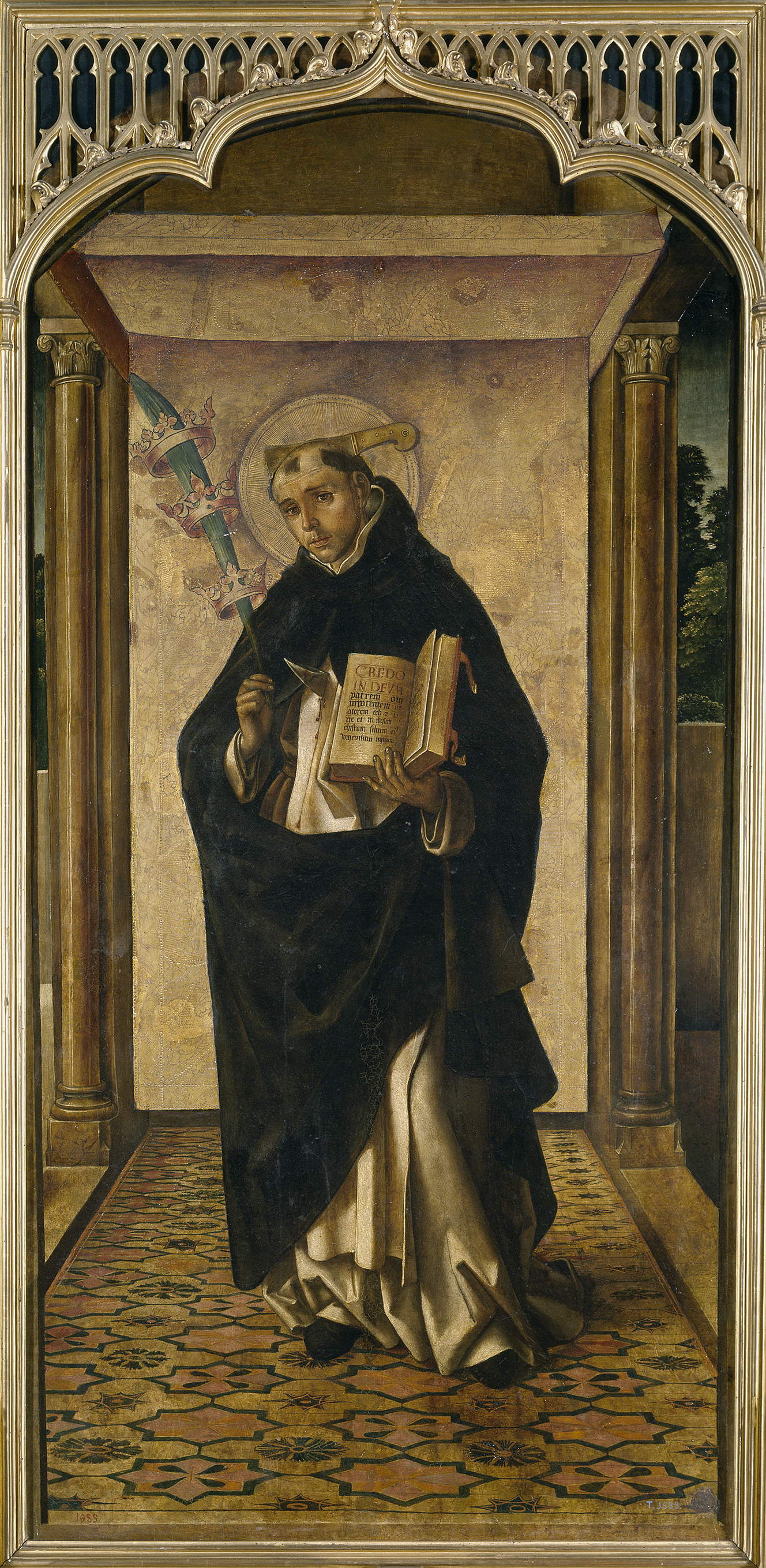
San Pere de Verona (1493-1499)[11] Museu del Prado
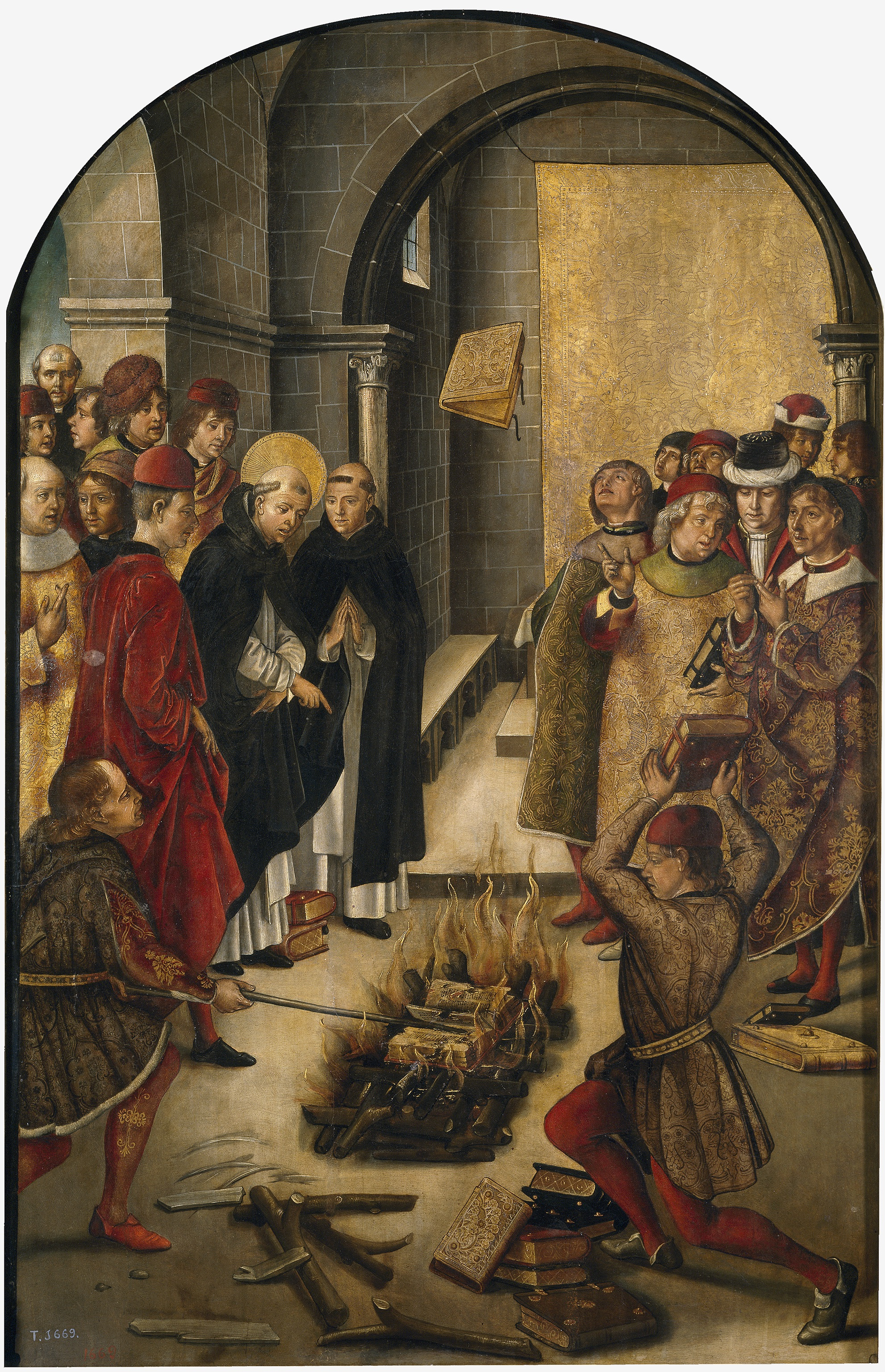
Disputa entre Sant Domènec i els albigesos[Nota 3] Museu del Prado
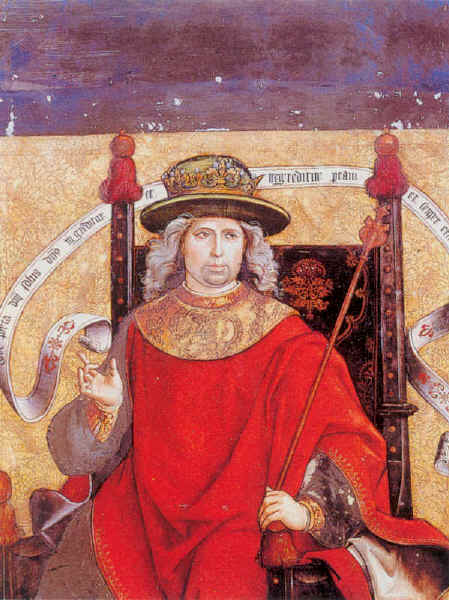
El profeta Ezequiel Museu diocesà de Palència
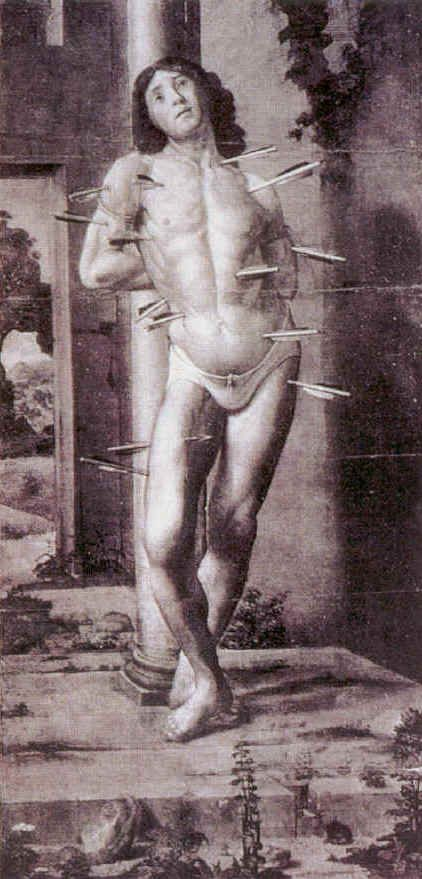
San Sebastià, fotografia antiga en blanc i negre Galleria Nazionale delle Marche
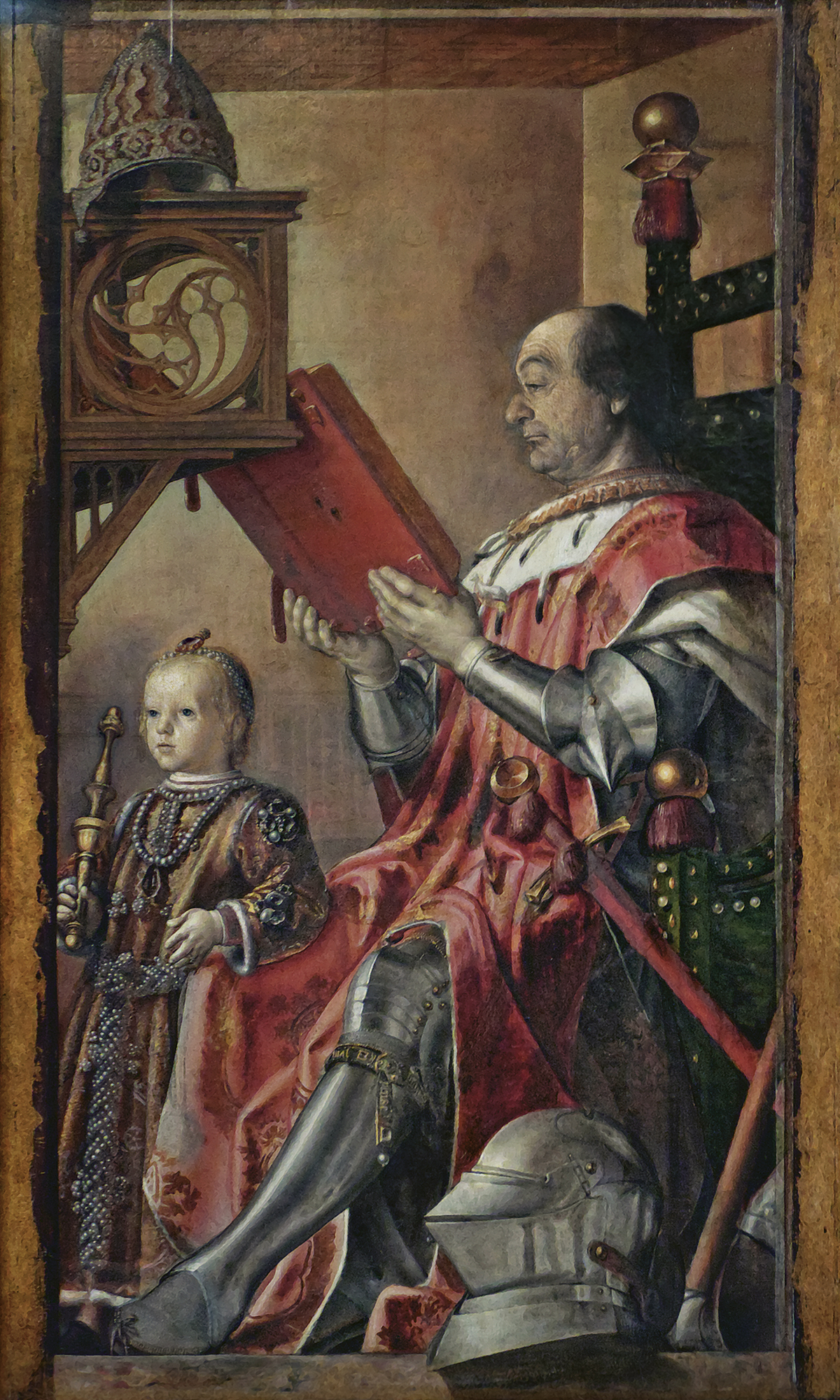
Frederic de Montefeltro el seu fill Guidobald Galleria Nazionale delle Marche
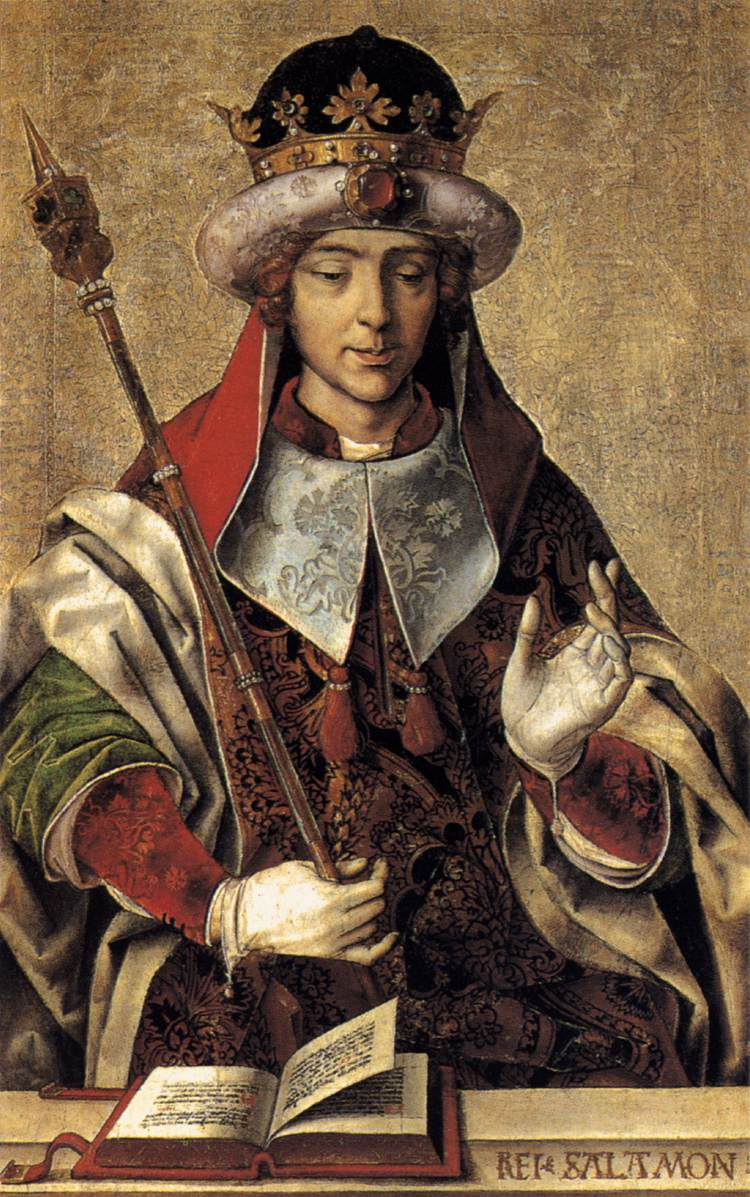
Salomó Església de Santa Eulàlia (Paredes de Nava)
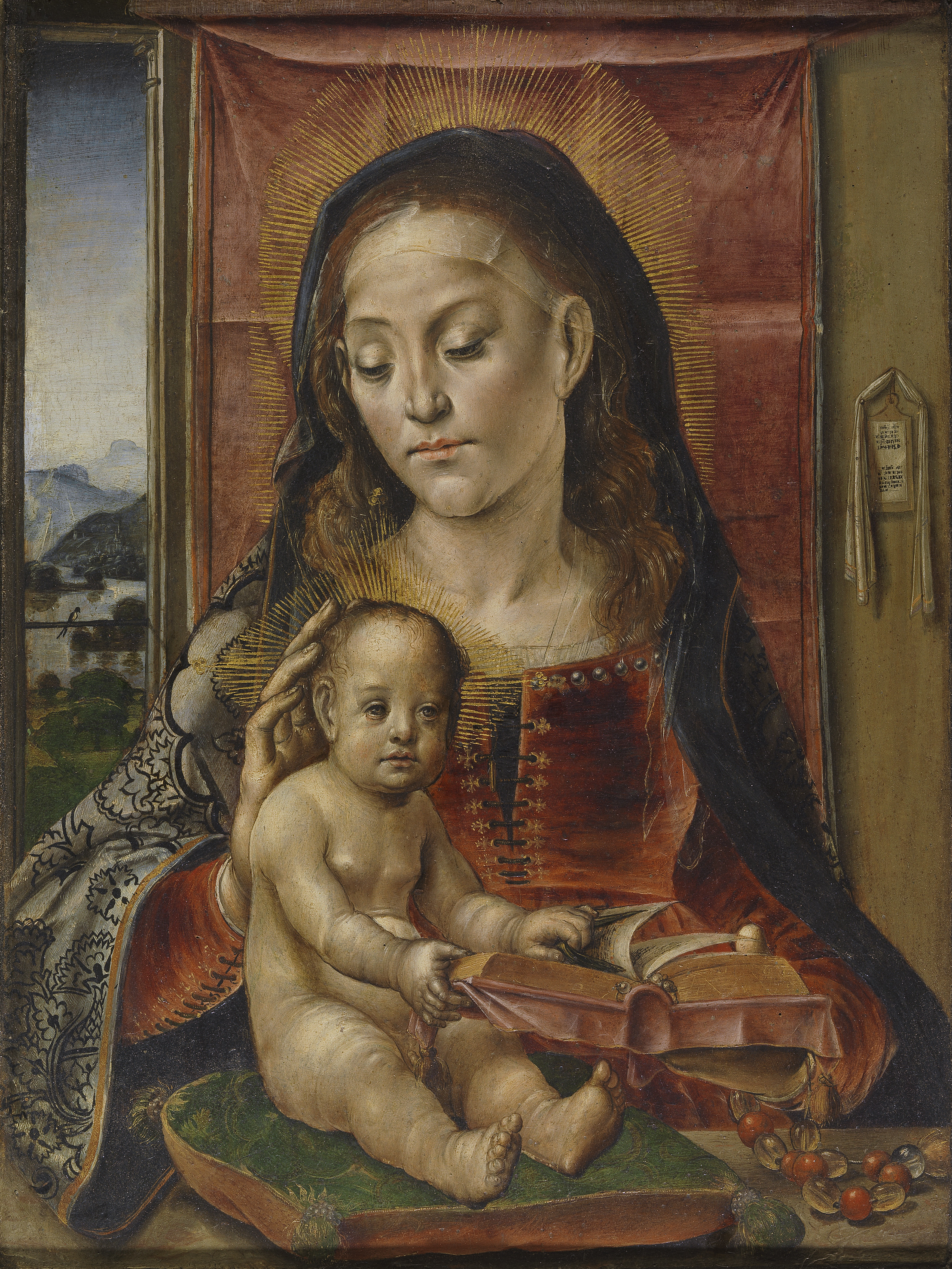
La Verge amb el nen[12] Museu del Prado
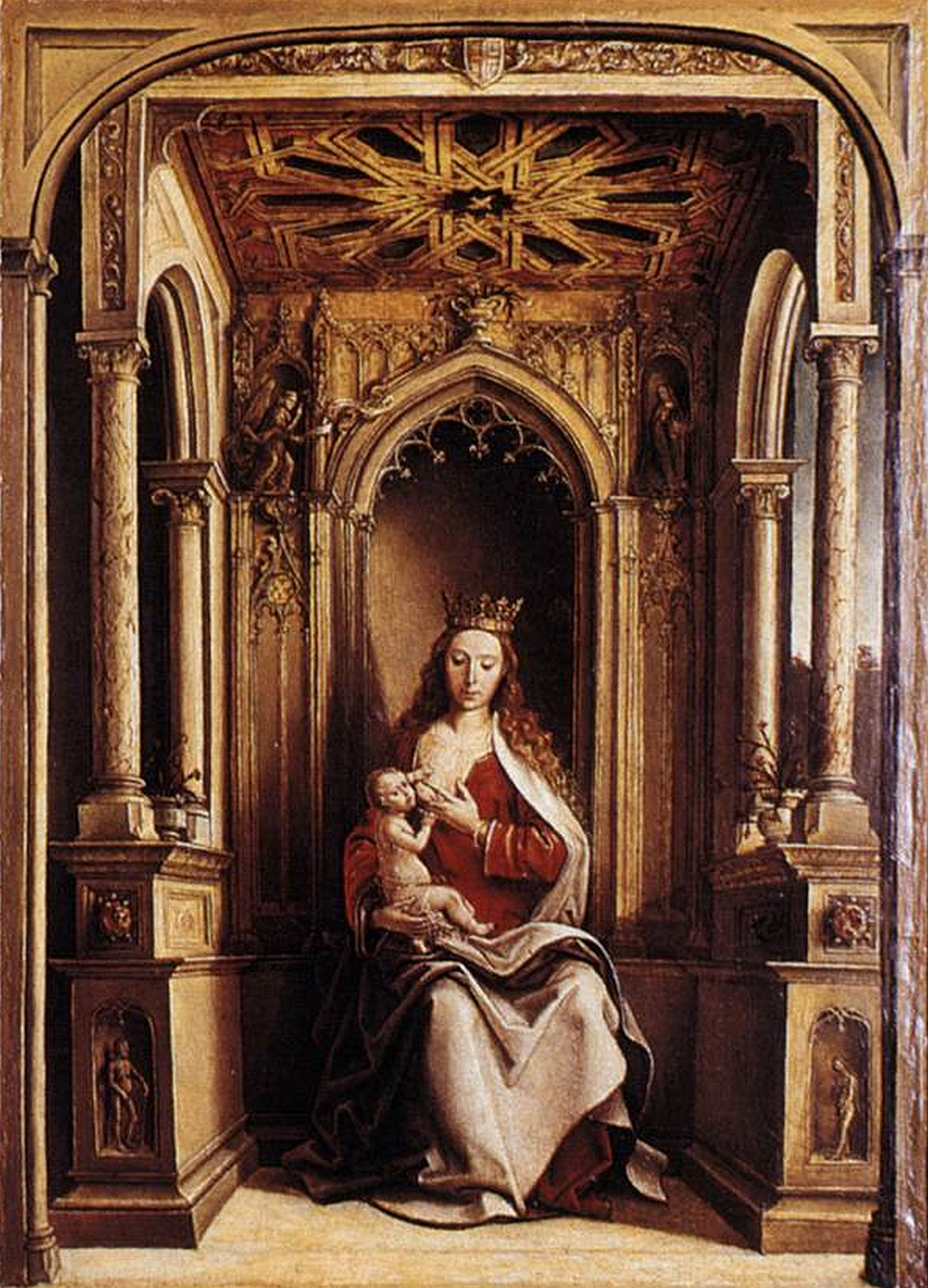
La Verge amb el nen en un tron o Verge de la Llet Ajuntament de Madrid, Museu de San Isidro
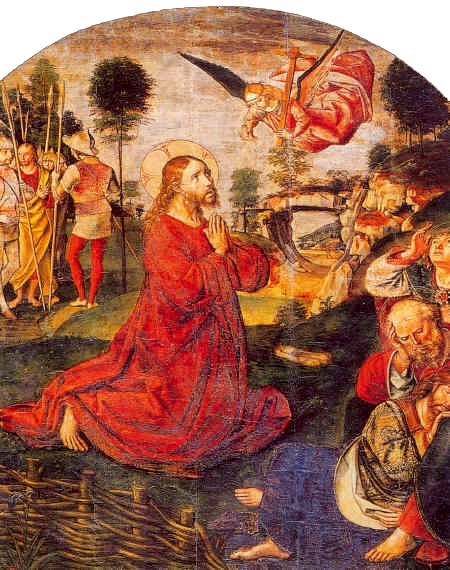
L'oració de l'hort (∼1500) Catedral d'Àvila